# Château de Krapperup
Le château de Krapperup (en suédois : Krapperups slott) est un château situé sur le territoire de la municipalité de Höganäs, en Scanie, dans le sud de la Suède.

## Source
- (en) Cet article est partiellement ou en totalité issu de l’article de Wikipédia en anglais intitulé « Krapperup Castle » (voir la liste des auteurs).